# Возвращение в Зачарованный лес
«Возвращение в зачарованный лес» («Возвращение в дремучий лес») (англ. Return to the Hundred Acre Wood) — продолжение истории про Винни-Пуха, написанное Дэвидом Бенедиктусом. Английское издание вышло 5 октября 2009 года. Это первое авторизованное продолжение серии о Винни-Пухе с 1928 года. Представители Pooh Properties утвердили Бенедиктуса в качестве автора продолжения только после того, как писатель прислал им черновой вариант книги.
Британский писатель и драматург Дэвид Бенедиктус постарался сделать её максимально похожей по стилю на оригинальные произведения «отца» Винни-Пуха Александра Милна. Иллюстрации к первому изданию сделаны художником Марком Бёрджессом и выполнены в том же стиле, что и рисунки к книгам Милна.
В новой повести в жизни Винни-Пуха возникает ещё один друг — выдра Лотти (Lottie the Otter). Она обладает вздорным характером, но при этом является ярой защитницей норм этикета и любительницей игры в крикет.
«Некоторым людям действительно противна сама мысль о том, что к этой истории можно написать продолжение, но ведь оригиналу ничего не сделается, он всегда будет с нами», — приводит газета Guardian слова Бенедиктуса.